# ذخیره‌گاه طبیعی پولیستوفسکی
ذخیره‌گاه طبیعی پولیستوفسکی (انگلیسی: Polistovsky Nature Reserve) یک پارک و ذخیره‌گاه طبیعی در استان پسکوف کشور روسیه است.